# Буххольц (Дитмаршен)
Буххольц (нем. Buchholz) — община в Германии, в земле Шлезвиг-Гольштейн.
Входит в состав района Дитмаршен. Подчиняется управлению КЛьГ Бург-Зюдерхаштедт. Население составляет 1076 человек (на 31 декабря 2010 года). Занимает площадь 14,56 км².